# Кіота (Айова)
Кіота (англ. Keota) — місто (англ. city) в США, в округах Кіокак і Вашингтон штату Айова. Населення — 897 осіб (2020).

## Географія
Кіота розташована за координатами 41°21′56″ пн. ш. 91°57′20″ зх. д. / 41.36556° пн. ш. 91.95556° зх. д. (41.365499, -91.955435).  За даними Бюро перепису населення США в 2010 році місто мало площу 1,63 км², уся площа — суходіл. В 2017 році площа становила 2,00 км², уся площа — суходіл.

## Демографія
Згідно з переписом 2010 року, у місті мешкало 1009 осіб у 408 домогосподарствах у складі 269 родин. Густота населення становила 619 осіб/км².  Було 443 помешкання (272/км²).
Расовий склад населення:
| - 98,3 % — білих - 0,4 % — чорних або афроамериканців - 0,2 % — азіатів |

До двох чи більше рас належало 1,1 %. Частка іспаномовних становила 0,2 % від усіх жителів.
За віковим діапазоном населення розподілялося таким чином: 26,4 % — особи молодші 18 років, 56,3 % — особи у віці 18—64 років, 17,3 % — особи у віці 65 років та старші. Медіана віку мешканця становила 40,5 року. На 100 осіб жіночої статі у місті припадало 98,6 чоловіків;  на 100 жінок у віці від 18 років та старших — 90,5 чоловіків також старших 18 років.
Середній дохід на одне домашнє господарство  становив 50 350 доларів США (медіана — 43 015), а середній дохід на одну сім'ю — 59 084 долари (медіана — 53 667). За межею бідності перебувало 24,5 % осіб, у тому числі 39,2 % дітей у віці до 18 років та 4,1 % осіб у віці 65 років та старших.
Цивільне працевлаштоване населення становило 398 осіб. Основні галузі зайнятості: освіта, охорона здоров'я та соціальна допомога — 22,4 %, виробництво — 16,1 %, роздрібна торгівля — 13,6 %.